# Gámiz (Vizcaya)
Gámiz (Gamiz en euskera y oficialmente) es una entidad de población española del municipio de Gámiz-Fica, perteneciente a la provincia de Vizcaya, en la comunidad autónoma del País Vasco.

## Historia
Hacia mediados del siglo XIX, el lugar, por entonces referido como una anteiglesia con ayuntamiento propio, tenía contabilizada una población de 531 habitantes. Aparece descrito en el octavo volumen del Diccionario geográfico-estadístico-histórico de España y sus posesiones de Ultramar de Pascual Madoz con las siguientes palabras:

GAMIZ: anteigl. en la prov. de Vizcaya, part. jud. de Bilbao (3 leg.), c. g. de las Provincias Vascongadas (á Vitoria 16 leg.), aud. terr. de Burgos (31), dióc. de Calahorra (30): pertenece á la merindad de Uribe y tiene el 60º voto y asiento en las juntas generales de Guernica. Está sit. la mayor parte de su térm, en terreno llano á la orilla del r. Plencia, que le baña; clima frio y saludable. La pobl. se halla repartida en 4 barrios denominados Garasalse, Ibarra, Ergoyen y Olagona, que reunen 66 casas, inclusa la consistorial; hay escuela de primeras letras á que concurren 32 niños y 4 niñas, bajo la direccion de un maestro retribuido con 1,390 rs. pagados por los vecinos: la igl. parr. está dedicada á San Andrés y servida por 3 beneficiados: hay ademas 3 ermitas bajo la advocacion de San Miguel, Sta. Maria Magdalena y San Antolin. El térm. confina N. Meñaca; E. Munguia; S. y O. Fica y Zamudio. El terreno es de buena calidad y bastante fértil; le baña como se ha dicho, el r. Plencia, al que cruzan en jurisd. de esta anteig. dos puentes llamados Arzubi y Uraga. camino; atraviesa el que de Durango conduce á Bermeo. El correo se recibe de Munguia. prod.: maiz, trigo, legumbres y frutas: mantiene ganado lanar y vacuno: cria alguna caza y en el r. se pescan barbos, anguilas y truchas. ind.: 4 molinos harineros. pobl.: 112 vec., 531 alm. riqueza imp.: 162,863 rs. contr.; 2,606. El presupuesto municipal asciende á 1,563 rs. 17 mrs. que se cubre con los impuestos sobre el vino y aguardiente, y el déficit por reparto vecinal.
(Madoz, 1847, p. 287)

En la actualidad, pertenece al municipio de Gámiz-Fica.

## Demografía
| Gráfica de evolución demográfica de Gámiz entre 1842 y 1920 |
| |
| Población de derecho según los censos de población del INE Población de hecho según los censos de población del INEEntre el censo de 1930 y el anterior, este municipio desaparece porque se agrupa en el municipio 48038 (Gámez Fica) |

## Patrimonio
Hay en el lugar una iglesia de San Andrés Apóstol.